# Artiom Tchoubarov
Pour les articles homonymes, voir Tchoubarov.
Artiom Andreïevitch Tchoubarov - en russe : Артём Андреевич Чубаров et en anglais : Artem Chubarov (né le 13 décembre 1979 à Gorki en URSS) est un joueur professionnel russe de hockey sur glace.

## Carrière de joueur
Formé au Torpedo Nijni Novgorod, il débute dans la Vyschaïa liga, le second échelon national en 1996. Le Torpedo remporte le championnat. Il joue ses premiers matchs dans la Superliga avec le HK Dinamo Moscou la saison suivante. Il est choisi en 1998 au cours du repêchage d'entrée dans la Ligue nationale de hockey par les Canucks de Vancouver en 2e ronde, en 31e position. En 1999, il part en Amérique du Nord. Il établit un record en inscrivant quatre buts victorieux lors de ses quatre premiers matchs dans la LNH. Il dispute plus de 250 matchs avec les Canucks. De retour en Europe, il remporte la Superliga 2005 avec le Dinamo Moscou dès son retour. Il rejoint ensuite l'Avangard Omsk puis fait son retour au Torpedo. Le 31 janvier 2010, il conclut une entente avec le HK Dinamo Moscou.

## Carrière internationale
Il a représenté la Russie.

## Trophées et honneurs personnels
Superliga
- 1998 : nommé meilleur débutant.
- 2006 : participe au Match des étoiles avec l'équipe est.

Coupe continentale
- 2007 : nommé meilleur attaquant de la super finale.

## Statistiques

### En club
| Saison     | Équipe                   | Ligue         |     | Saison régulière | Saison régulière | Saison régulière | Saison régulière | Saison régulière |   | Séries éliminatoires | Séries éliminatoires | Séries éliminatoires | Séries éliminatoires | Séries éliminatoires |
| Saison     | Équipe                   | Ligue         | PJ  | B                | A                | Pts              | Pun              | PJ               | B | A                    | Pts                  | Pun                  |                      |                      |
| 1996-1997  | Torpedo Nijni Novgorod 2 | Pervaïa liga  | 40  | 24               | 5                | 29               | 16               |                  |   |                      |                      |                      |                      |                      |
| 1996-1997  | Torpedo Nijni Novgorod   | Vyschaïa liga | 15  | 1                | 1                | 2                | 8                |                  |   |                      |                      |                      |                      |                      |
| 1997-1998  | Dinamo Moscou            | Superliga     | 30  | 1                | 4                | 5                | 4                |                  |   |                      |                      |                      |                      |                      |
| 1998-1999  | Dinamo Moscou 2          | Vyschaïa liga | 3   | 1                | 1                | 2                | 2                |                  |   |                      |                      |                      |                      |                      |
| 1998-1999  | Dinamo Moscou            | Superliga     | 34  | 8                | 2                | 10               | 10               | 12               | 0 | 0                    | 0                    | 4                    |                      |                      |
| 1999-2000  | Crunch de Syracuse       | LAH           | 14  | 7                | 6                | 13               | 4                | 1                | 0 | 0                    | 0                    | 0                    |                      |                      |
| 1999-2000  | Canucks de Vancouver     | LNH           | 49  | 1                | 8                | 9                | 10               |                  |   |                      |                      |                      |                      |                      |
| 2000-2001  | Blades de Kansas City    | LIH           | 10  | 7                | 4                | 11               | 12               |                  |   |                      |                      |                      |                      |                      |
| 2000-2001  | Canucks de Vancouver     | LNH           | 1   | 0                | 0                | 0                | 0                |                  |   |                      |                      |                      |                      |                      |
| 2001-2002  | Canucks de Vancouver     | LNH           | 51  | 5                | 5                | 10               | 10               | 6                | 0 | 1                    | 1                    | 0                    |                      |                      |
| 2001-2002  | Moose du Manitoba        | LAH           | 19  | 7                | 12               | 19               | 4                |                  |   |                      |                      |                      |                      |                      |
| 2002-2003  | Canucks de Vancouver     | LNH           | 62  | 7                | 13               | 20               | 6                | 14               | 0 | 2                    | 2                    | 4                    |                      |                      |
| 2003-2004  | Canucks de Vancouver     | LNH           | 65  | 12               | 7                | 19               | 14               | 7                | 0 | 1                    | 1                    | 0                    |                      |                      |
| 2004-2005  | Dinamo Moscou            | Superliga     | 28  | 4                | 10               | 14               | 10               |                  |   |                      |                      |                      |                      |                      |
| 2005-2006  | Avangard Omsk            | Superliga     | 47  | 10               | 13               | 23               | 36               | 11               | 5 | 3                    | 8                    | 10                   |                      |                      |
| 2006-2007  | Avangard Omsk            | Superliga     | 40  | 9                | 27               | 36               | 4                | 11               | 3 | 5                    | 8                    | 22                   |                      |                      |
| 2007-2008  | Avangard Omsk            | Superliga     | 47  | 10               | 23               | 33               | 34               | 1                | 0 | 0                    | 0                    | 0                    |                      |                      |
| 2008-2009  | Torpedo Nijni Novgorod   | KHL           | 40  | 4                | 17               | 21               | 2                | 3                | 0 | 0                    | 0                    | 2                    |                      |                      |
| 2009-2010  | Dinamo Moscou            | KHL           | 2   | 0                | 0                | 0                | 0                |                  |   |                      |                      |                      |                      |                      |
| Totaux LNH | Totaux LNH               | Totaux LNH    | 228 | 25               | 33               | 58               | 40               | 27               | 0 | 4                    | 4                    | 4                    |                      |                      |

### En équipe nationale
| Année | Équipe     | Compétition    |   | PJ | B | A | Pts | Pun                         |  | Résultat |
| 1997  | Russie Jr. | CE Jr.         | 6 | 1  | 3 | 4 | 6   | Quatrième place             |  |          |
| 1999  | Russie Jr. | CM Jr.         | 7 | 4  | 3 | 7 | 4   | Médaille d'or               |  |          |
| 2004  | Russie     | Coupe du monde | 4 | 0  | 1 | 1 | 0   | Éliminée en quart de finale |  |          |